# میبفرادیل
میبفرادیل (انگلیسی: Mibefradil) (نام تجاری Posicor) دارویی بود که برای درمان فشار خون بالا و آنژین صدری مزمن استفاده می‌شد. این دارو یک مسدودکننده کانال کلسیم غیرانتخابی است. این دارو ده ماه پس از تأیید FDA به‌طور داوطلبانه از بازار خارج شد و به دلیل خطرات بالقوه جدی سلامتی که در مطالعات پس از انتشار نشان داده شده‌است، خارج شد.
مکانیسم اثر میبفرادیل با مسدود کردن انتخابی کانال‌های کلسیمی گذرا و فعال شده با ولتاژ پایین (نوع T) بر روی کانال‌های کلسیمی طولانی‌مدت و فعال با ولتاژ بالا (نوع L) مشخص می‌شود.

## سنتز

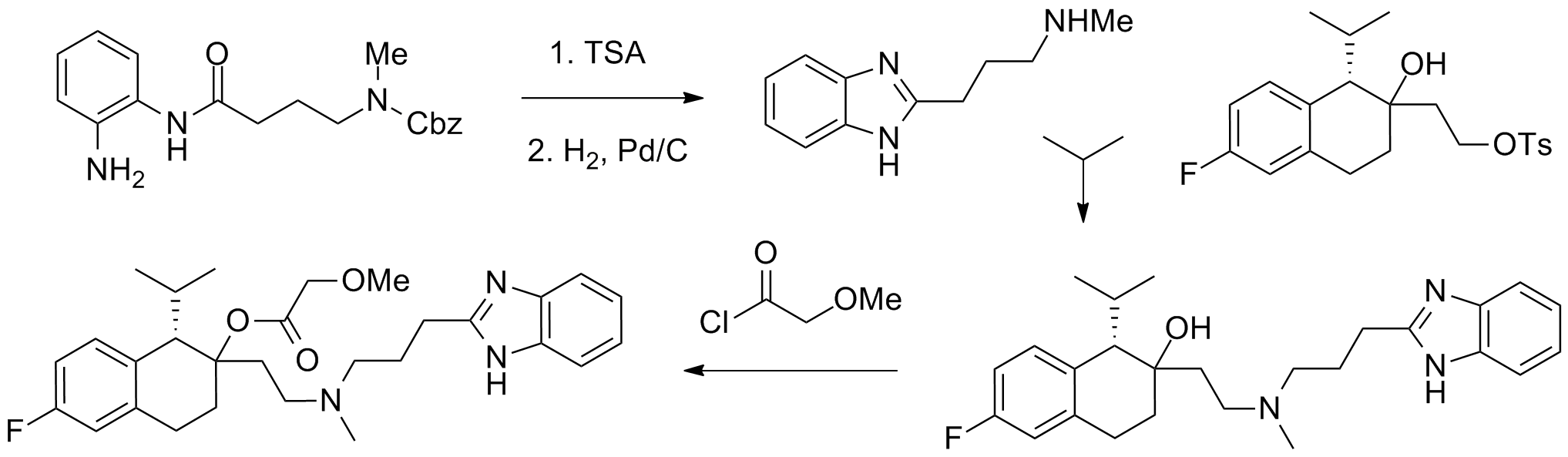
سنتز میبفرادیل: